# Edizione critica
Per edizione critica, in filologia o critica testuale, si intende una pubblicazione di un determinato testo stesso mirante a ristabilirne la forma originale, il più possibile rispondente alla volontà dell'autore, sulla base dello studio comparato (collazione) di ciascun passo dei diversi testimoni diretti e indiretti esistenti, siano essi manoscritti o testi a stampa. L'edizione si presenta perciò con un apparato critico che riporta le lezioni varianti. Può anche presentare uno stemma codicum riportante la familiarità tra i vari testi messi in relazione per rintracciarne l'archetipo.
Scrive Mario Puppo:

## Lezioni varianti
In un testo sono dette "varianti" le lezioni che l'autore o il copista ha accolto al posto di altre, generalmente tramite una cancellatura del precedente segmento, o una abrasione del supporto, mentre sono "varianti alternative" quelle allogate ma non accolte a testo.
Le varianti si possono classificare, secondo un vecchio schema, in quattro tipi a seconda che siano state realizzate mediante:
1. Aggiunta
2. Sostituzione
3. Permutazione
4. Soppressione

Si distinguono inoltre, varianti "formali" e varianti "sostanziali". Le varianti possono essere anche "immediate" o "non immediate/tardive". Poiché spesso non si arriva a stabilire una cronologia relativa delle varianti che interessano un determinato segmento, occorre almeno stabilire quante e quali sono state le fasi elaborative del testo attraverso spie diverse, che siano inchiostro, cambiamenti di scrittura, posizione nella pagina e simili.
Da un punto di vista tipografico, un'edizione critica si distingue per alcune peculiarità dell'impaginazione. Il corpo del testo è in genere accompagnato da una numerazione a margine delle righe; talvolta possono comparire anche riferimenti a margine ai numeri di pagina dei diversi testimoni. A piè di pagina si trova l'apparato critico, in cui l'editore (il filologo autore dell'edizione critica) testimonia e giustifica le scelte operate tra le varianti e le eventuali congetture.

## L'allestimento dell'edizione critica
L'edizione critica è il risultato di un procedimento che si può dividere in tre momenti principali:
- La recensio è la rassegna dei codici disponibili per la trasmissione del testo e il loro confronto (collatio codicum), in cui si analizzano a fondo i vari testi e si individuano i luoghi critici (loci), dove ci sono errori e varianti: confrontando tali errori si giunge a classificare i testimoni e ad organizzarli secondo le relazioni di parentela tra un codice e l'altro, cioè si allestisce lo stemma secondo il metodo di Lachmann, e infine si eliminano i testimoni ritenuti inutili per stabilire il testo critico, come i codices descripti, evidentemente copiati da un altro codice in possesso dell'editore.
- Nella constitutio textus si allestisce il testo critico confrontando tra loro, lezione per lezione, i vari testimoni, in modo da poter operare la reductio ad unum, cioè dedurre tra tutte le varianti quella originale, o - se nessuna è convincente - correggerle mediante una congettura (divinatio); una volta stabilito il testo si passa a sistemarlo secondo canoni moderni (scrittura, punteggiatura ecc.: facies graphica, e paragrafatura o suddivisione dei versi nei testi poetici: dispositio textus).
- L'instructio editionis è l'ultima fase nella quale si termina di allestire l'edizione critica redigendo l'apparato delle varianti rifiutate nel testo e gli altri materiali complementari, quale introduzione, presentazione dei manoscritti, analisi degli aspetti linguistici del testo, commenti vari, glossari, rimari, indici ecc.

Queste fasi possono tuttavia ridursi in caso di tradizione unitestimoniale, quando cioè a tramandare un dato testo sia un solo codice. In questo caso naturalmente la recensio si limiterà all'analisi di questo testimone, nella constitutio textus non si potrà che stabilire il testo attenendosi al codice e, nel caso di lezione palesemente inautentica, tentare di congetturarla; il resto dell'edizione invece (facies graphica, dispositio textus e instructio editionis) sarà uguale a quella della tradizione pluritestimoniale.

## Diritto d'autore
La legislazione di molti paesi tende ora a riconoscere il particolare contributo del curatore di un'edizione critica. Il legislatore italiano riconosce ad esempio un diritto per la durata di 20 anni dall'edizione.